# Ready Set Learn
Ready Set Learn war ein Programmblock von Discovery Communications auf dem US-amerikanischen Pay-TV-Fernsehsender TLC. Er betrieb sein Programmfenster vom 26. Dezember 1992 bis 8. Oktober 2010.

## Geschichte
Zu den Eigenproduktionen der Discovery Kids Original Production gehörten Paz der Pinguin (2003–2010), Jay Jay das Jet-Flugzeug (1998–2007), Todds tolle Welt (2004–2008), Peep and the Big Wide World (2004–2010), Die Save-Ums, Bigfoot Presents: Meteor und die Mighty Monster Trucks, Wilbur und Brum.